# Walt Disney Travel Company
La Walt Disney Travel Company, ainsi que la Walt Disney World Company, la Walt Disney World Hospitality and Recreation Corporation et le Reedy Creek Improvement District, possèdent et gèrent le terrain du Walt Disney World Resort.  Tous les terrains qu'elle possède sont des zones de coulisses. C'est aussi depuis 1972 une agence de voyages pour le complexe de Walt Disney World et celui de Disneyland Resort.

## Historique
La Walt Disney Travel Company a été créée le 22 mai 1968 sous le nom de Santa Rosa Land Company pour travailler avec les agences de voyages et les particuliers. Bien qu'elle ait servi de façade pour acquérir une partie du Walt Disney World Resort.
En 1972, elle prend en charge les voyages à destination du Disneyland Resort en Californie. Elle changea de nom pour Walt Disney Travel Company, le 16 août 1973 afin d'exercer son rôle de voyagiste.
Le 21 janvier 1998, la mairie d'Anaheim autorise la construction d'un édifice de 25 000 pieds carrés (2 322,576 m2) sur un niveau à l'angle de Center Street Promenade et Lemon Street pour héberger à la fin de l'été 1998 les 150 employés californiens de Disney Travel qui travaillaient précédemment dans le Disneyland Hotel.
Le 10 février 2014, Randy Garfield président de la société annonce son départ à la retraite en avril après 20 ans d'activité et de nombreux changements comme Disney Vacation Club ou Disney Cruise Line.
Le 27 juillet 2019, la Walt Disney Travel Company augmente ses tarifs pour les assurances des voyages de 5$ par adulte et 0,50 $ par enfants.

## Activités
Le siège social de l'entreprise est situé dans les bureaux de Disney à Celebration Place, dans la ville de Celebration.
L'antenne téléphonique de la société, nommée Disney Reservation Center, est située au 7100 Municipal Drive à Orlando.
L'antenne californienne de la société, dédiée au Disneyland Resort est nommée Disneyland Resort Travel Sales Center (DRTSC) avec pour adresse le 190 W Center Street Promenade à Anaheim.
Elle possède une antenne en Angleterre et gère la partie réservation d'hôtels et achats de billets sur le site internet de Disney.
Depuis 2005, cette société gère aussi le service de voyages organisés Adventures by Disney.
La société est aussi connue sous le nom Disney Travel Corporation et est associée à la gestion des voyages pour les équipes de tournage de cinéma. Elle se retrouve ainsi présente au générique de quelques films, à savoir :
- À armes égales (1997)
- L'Œuvre de Dieu, la part du Diable  (1999)
- Le Chocolat (2000)
- Hôtesse à tout prix (2003)
- Neverland (2004) ...  Travel (as Disney Travel)